# Пекінське олімпійське селище
Пекінське олімпійське селище – комплекс, який складається з трьох об’єктів, призначених для розміщення міжнародних делегацій на час проведення зимової Олімпіади та Паралімпіади у Пекіні-2022.  Проектування і будівництво трьох об’єктів (у Пекіні, Яньціні і Чжанцзякоу) тривало 5 років.
23 січня 2022 року до Пекіну прибули перша група делегацій. Офіційне відкриття трьох олімпійських селищ відбулось 27 січня 2022 року, за вісім днів до церемонії відкриття XXIV Зимових Олімпійських ігор. 

## Олімпійське селище у Пекіні
Олімпійське селище у Пекіні розташоване на площі 386 тис квадратних метрів і складається з трьох зон: для проживання, тренувань і відпочинку. Загалом це 20 будівель помаранчевого, сріблястого і білого кольору від 13 до 17 поверхів. На території передбачена зручна інфраструктура (магазини, кафе, банкомати)
Об’єкти розраховані на розміщення як олімпійців, так і паралімпійців: ліжка що піднімаються з обох боків, штори відкриваються або закриваються одним натисканням кнопки. 
За словами QU SONGMING, менеджера Plaza Area, зимового олімпійського селища Пекіна: «У нас є ресторани швидкого харчування, кав'ярні та інші послуги, такі як магазини, хімчистки та перукарні. У нас також є зони, які демонструють традиційну китайську культуру».
Тут розселять переважно спортсменів з льодових видів спорту. Воно зможе прийняти 2300 спортсменів і офіційних осіб.

## Олімпійське селище у Яньціні
У середині грудня 2021 року були проведені випробування олімпійського села у Яньціні. У 70 тестах були залучені 1500 учасників для оцінки медичних послуг, харчування, інклюзивності приміщень та фітнес-інвентарю. Під час проведення зимових Олімпійських та Паралімпійських ігор у цьому селищі прийматимуть 1430 спортсменів та тренерів зі змагань з гірських лиж, бобслею, скелетону та санного спорту.

## Олімпійське селище у Чжанцзякоу
Перші українські спортсмени прибули у день відкриття Олімпійського селища. Українські біатлоністи  перебуватимуть у місті Чжанцзякоу, за 200 км від Пекіна. Українська делегація до Пекіна летіла з Франкфурта на одному борту разом з представники Німеччини та Канади. Селище прийматиме представників біатлону, фристайлу, лижних гонок, стрибків на лижах з трампліну, лижного двоборства.

## Формат "бульбашка"
Для попередження розповсюдження COVID-19, організатори сприяють максимальному обмеженню контактів між олімпійцями під час перебування у селищі. Для доставки їжі у номери, нагадування про необхідність вдягнути маски та дотримання інших протиепідеміологічних заходів будуть задіянні роботи. За даними МОК, майже 100% персоналу, залученого до Зимових олімпійських ігор у Пекіні вакциновані проти коронавірусу. 
Також членам делегації заборонено залишати Олімпійське селище. Для цього не території об’єктів встановили усю необхідну інфраструктуру для тренувань та відпочинку спортсменів. Між олімпійськими селами та олімпійськими об’єктами курсуватиме швидкісний потяг, що може досягати швидкості у 350 км/год, та автобуси по виділеній олімпійській смузі.  Меню XXIV зимової Олімпіади у Пекіні-2022 скрадатиметься з 678 страв. Воно схвалене МОК та враховує різноманітність вподобань спортсменів та їх релігійних поглядів. 
Після завершення зимових Олімпійських і Паралімпійських ігор село, присвячене здоров’ю та інтелекту, стане державним житлом, відкритим для оренди.
1. 1 2  Зимова олімпіада 2022 в Пекіні: Як виглядають олімпійські села. www.depo.ua (укр.). Архів оригіналу за 30 січня 2022. Процитовано 30 січня 2022.
2. 1 2 3  В Пекине открылась Олимпийская деревня. belsat.eu (рос.). Архів оригіналу за 30 січня 2022. Процитовано 30 січня 2022.
3. ↑  Beijing Winter Olympic villages officially open. The Japan Times (амер.). 27 січня 2022. Архів оригіналу за 30 січня 2022. Процитовано 30 січня 2022.
4. ↑  Beijing Winter Olympics: Olympic Village unveiled as Beijing makes final preparations. news.cgtn.com (англ.). Архів оригіналу за 30 січня 2022. Процитовано 30 січня 2022.
5. ↑  Олімпійські об’єкти (українська) . Архів оригіналу за 27 січня 2022. Процитовано 30 січня 2022.
6. ↑  Оргкомітет зимових Ігор-2022 проінспектував Олімпійське селище. noc-ukr.org (українська) . 14 грудня 2021 року. Архів оригіналу за 30 січня 2022. Процитовано 30.01.2022.
7. ↑  Українські біатлоністи прибули до Олімпійського селища. noc-ukr.org (українська) . 27 січня 2022 року. Архів оригіналу за 30 січня 2022. Процитовано 30.01.2022.
8. ↑  Olympic Villages welcome first batch of athletes, personnel - Global Times. www.globaltimes.cn. Архів оригіналу за 25 січня 2022. Процитовано 30 січня 2022.
9. ↑  Відео: у Пекіні Олімпійське селище підготували до приїзду гостей. UA.NEWS. 3 грудня 2021. Архів оригіналу за 30 січня 2022. Процитовано 30 січня 2022.
10. ↑  Beijing 2022 Olympic Venues. olympics.com (англійська) . Архів оригіналу за 4 грудня 2021. Процитовано 30.01.2022.